# Sadiv, Luțk
Sadiv (în ucraineană Садів) este localitatea de reședință a comunei Sadiv din raionul Luțk, regiunea Volînia, Ucraina.

## Demografie
Componența lingvistică a localității Sadiv
     Ucraineană (100%)
Conform recensământului din 2001, toată populația localității Sadiv era vorbitoare de ucraineană (100%).